# Pavon (schip, 1930)
De SS Pavon was een Frans stoomschip, dat tijdens de Tweede Wereldoorlog door de Franse marine was gevorderd en in mei 1940 werd ingezet voor troepenvervoer langs de Vlaamse en Nederlandse kust. Op 20 mei 1940 bracht het schip 1450 Nederlandse militairen van Duinkerke naar La Rochelle. Bij een aanval door Duitse vliegtuigen in de nacht van 20 op 21 mei 1940 kwamen vijftig opvarenden om het leven en werden honderd personen gewond. Het schip raakte onherstelbaar beschadigd.

## De aanval op de Pavon
De SS Pavon was een Frans vrachtschip; de eigenaar was een reder uit La Rochelle. Het schip voer tot het uitbreken van de Tweede Wereldoorlog vooral op de route tussen Antwerpen en Zuid-Amerika. In mei 1940, na de Duitse inval in Nederland en België, werd het schip door de Franse marine gevorderd om troepen te vervoeren. De gezagvoerder was kapitein Perdrault.
Op 12 mei 1940 bracht de Pavon Franse militairen naar Vlissingen. Een week later was het schip in Duinkerke, waar in de oude Jean Bart-kazerne ruim 2000 Nederlandse militairen onderdak hadden gevonden. Ze hadden in de Peel-Raamstelling  en bij Rotterdam gevochten; na de capitulatie van Nederland op 15 mei waren zij naar Zeeland getrokken, waar nog doorgevochten werd. Na de capitulatie in Zeeland op 18 mei waren zij naar Duinkerke gegaan.
Op 20 mei 1940 zou de Pavon 1200 Nederlanders vanuit Duinkerke overbrengen naar Cherbourg of La Rochelle. De inscheping werd uitgevoerd onder commando van Schout-bij-Nacht Van der Stad. De commandant van Duinkerke, Jules Henri Watrin, dwong kapitein Perdrault en Van der Stad nog 200 mannen extra aan boord te nemen. Uiteindelijk zaten er 1400 militairen in de drie ruimen; de 32 officieren, waaronder zes artsen, een aalmoezenier en een veldpredikant, waren in de messroom onder de commandobrug ondergebracht. De Pavon had uiteindelijk ongeveer 1450 Nederlandse militairen aan boord toen zij Duinkerke verliet met bestemming La Rochelle.
De militairen werden 's ochtends ingescheept maar vertrokken pas toen het bijna donker was. Al voor het vertrek waren er Duitse verkenningsvliegtuigen boven het schip gezien. De Pavon voer vlak langs de kust naar La Rochelle. Duitse vliegtuigen voerden een aanval uit waarbij het schip met mitrailleurs werd beschoten; enkele afgeworpen bommen misten hun doel. Uiteindelijk landde één vliegtuigbom in het ruim, waardoor ruim 50 Nederlandse militairen werden gedood en 100 gewond raakten. Er brak brand uit aan boord en er ontstond paniek; veel mannen sprongen over boord. Kapitein Perdrault wist zijn schip in de vroege ochtend van 21 mei 1940 bij Oye-Plage op het strand te zetten waar men bij eb het schip kon verlaten. De Pavon was onherstelbaar beschadigd.

## Overlevenden
De gewonden werden aan boord verzorgd en de volgende ochtend bij eb van boord gehaald om naar ziekenhuizen in Calais en Duinkerke te worden gebracht. De andere overlevenden werden in La Coquelle bij Calais ondergebracht en op 24 mei door de Duitsers gevangengenomen. 
Enkele tientallen wisten te ontsnappen naar Boulogne waar zij later alsnog krijgsgevangen werden gemaakt. Twee opvarenden, reserve 1e luitenant Harmsen en reserve 1e luitenant Drok, werden door een Brits hospitaalschip opgenomen en naar Engeland gebracht. Alle krijgsgevangenen werden in juni vrijgelaten en liepen naar Nederland terug.
De ramp werd beschreven door onder meer vaandrig Gert Schermers (1918), korporaal Wubbe Horlings (1917-1993), soldaat Wim van Loenhout (1919-1962) en aalmoezenier Matheus D. Lam (1909-1981).  Er vinden nog regelmatig herdenkingen plaats op het strand van Oye-Plage.